# تروي ميرفي
تروي ميرفي (بالإنجليزية: Troy Murphy)‏ هو متزحلق حر أمريكي، ولد في 13 يونيو 1992 في Bethel, Maine ‏ في الولايات المتحدة.

## وصلات خارجية
- تروي ميرفي على موقع الاتحاد الدولي للتزلج (التزلج الحر) (الإنجليزية)
- تروي ميرفي على موقع أوليمبيديا (الإنجليزية)